# (2072) Kosmodemianskaïa
Kosmodemianskaïa (nom international (2072) Kosmodemyanskaya) est un astéroïde de la ceinture principale.

## Description
(2072) Kosmodemyanskaya est un astéroïde de la ceinture principale. Il fut découvert le 31 août 1973 à Naoutchnyï par Tamara Smirnova. Il présente une orbite caractérisée par un demi-grand axe de 2,45 UA, une excentricité de 0,16 et une inclinaison de 4,7° par rapport à l'écliptique.

## Nom
L'astéroïde a été nommé en mémoire de Lioubov Timofeïevna Kosmodemianskaïa (it) (1900-1978), travailleuse sociale, mère des héros soviétiques Zoïa et Aleksandr Kosmodemianski (en).

## Compléments